# Cerkiew Wniebowstąpienia Pańskiego w Nowoberezowie
Cerkiew Wniebowstąpienia Pańskiego – prawosławna cerkiew w Nowoberezowie. Należy do parafii pod tym samym wezwaniem, która z kolei działa w ramach dekanatu Hajnówka diecezji warszawsko-bielskiej. Zbudowana w latach 1873–1876 na potrzeby utworzonej najpóźniej w XVI w. parafii – początkowo prawosławnej, następnie unickiej i ponownie prawosławnej od synodu połockiego w 1839.

## Historia

### Pierwsza cerkiew parafialna
Obszar dzisiejszego Nowoberezowa w XVI w. zamieszkiwała ludność ruska, która miała swoją prawosławną świątynię w Starym Berezowie. Według ustnych przekazów budowla ta uległa całkowitemu zniszczeniu w pożarze w XVII stuleciu, przed 1618. Po tym wydarzeniu w Nowoberezowie powstała parafialna cerkiew św. Jana Teologa, położona na miejscu dzisiejszej cerkwi Wniebowstąpienia Pańskiego. Przy świątyni działał cmentarz, który nie przetrwał (nie istniał już w II połowie XIX w.).
Po 1596 parafia nowoberezowska przyjęła unię. W 1771 w Nowoberezowie powstała druga cerkiew, ufundowana przez starościnę bielską Izabellę Branicką.
Nowoberezowska parafia należała do unickiej metropolii kijowsko-wileńskiej, następnie w latach 1797–1809 do diecezji supraskiej, a następnie do unickiej diecezji brzeskiej. W dwóch pierwszych administraturach wchodziła w struktury dekanatu białostockiego. Położona była na terenie majątku państwowego. W 1838 do świątyni uczęszczało 2921 parafian.
Z powodu daleko posuniętej latynizacji Kościoła unickiego w Imperium Rosyjskim w latach 30. XIX w. w cerkwi brakowało wielu utensyliów typowych dla chrześcijaństwa obrządku bizantyjskiego. Były one stopniowo uzupełniane w ramach akcji ujednolicania obrzędów i wyposażenia świątyń unickich na Podlasiu, ziemiach litewskich i białoruskich przygotowującej kasatę unii i przyłączenie parafii w tych regionach do Rosyjskiego Kościoła Prawosławnego. Efektem latynizacji było także umieszczenie w świątyni organów, które zdemontowano w 1837. Pozostawiono natomiast w budynku pounicką ambonę z XVIII w.. W cerkwi przetrwał natomiast ikonostas. Protokół wizytacji z lat 1726–1727 opisuje czterorzędowy ikonostas z rzędami ikon miejscowych, Apostołów, Proroków i dwunastu wielkich świąt. W protokole z 1835 oprócz „zgodnego z obrządkiem greckowschodnim” ikonostasu znajdowały się również stół ofiarny (żertwiennik) oraz ołtarz (prestoł), co stanowiło wyjątek na tle innych, silnie zlatynizowanych unickich cerkwi na Podlasiu.
Proboszcz parafii nowoberezowskiej, Antoni Pańkowski, odmówił podpisania deklaracji o przejściu na prawosławie w lecie 1838, gdy takową złożyła większość proboszczów podlaskich cerkwi, i zgodził się na konwersję dopiero w listopadzie tego samego roku. W parafii nowoberezowskiej jesienią 1838 doszło do konfliktu na tle przyszłości parafii, który podsycał zdecydowanie przeciwny prawosławiu ks. Pańkowski. Wydarzenia w Nowym Berezowie były przedmiotem badań specjalnej komisji powołanej przez władze rosyjskie, na czele której stał oficer żandarmerii major Łomaczewski. Sprawą interesowali się generał-gubernator wileński Dołgorukow oraz oberprokurator Świętego Synodu Protasow. Cerkiew nowoberezowska była już wówczas świątynią prawosławną (na mocy ustaleń synodu połockiego). W 1857 liczbę parafian oszacowano na 1857 osób.

### Cerkiew z 1876

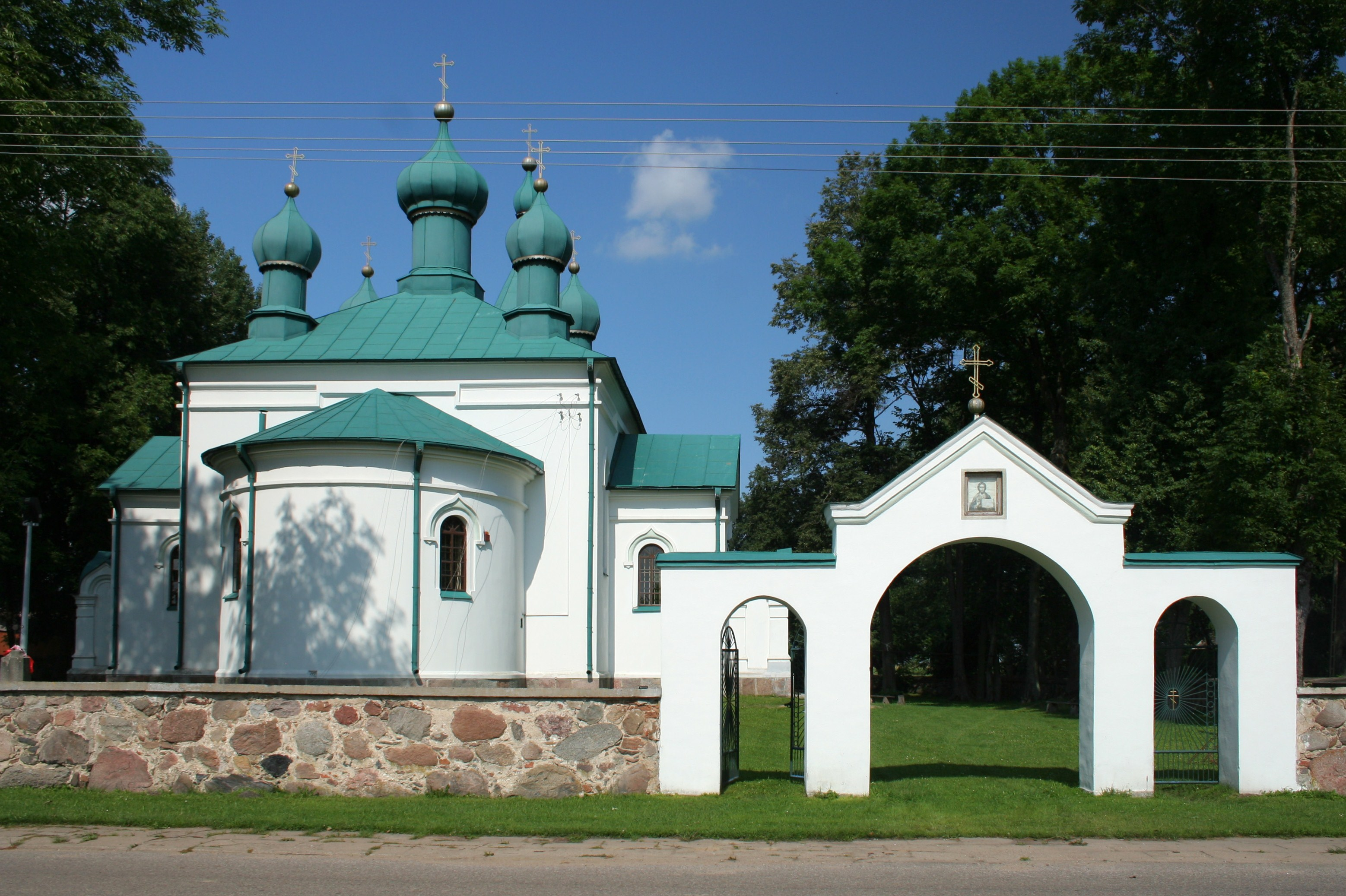
Cerkiew od strony prezbiterium i brama wjazdowa

W momencie ustalania liczby parafian w Nowoberezowie władze cerkiewne stwierdziły, że cerkiew z XVII w. jest w bardzo złym stanie technicznym. W związku z tym zdecydowano o budowie nowej świątyni, którą wznoszono od 1873 do 1876. Autorem projektu budowli był inż. Łoziński. Według tego samego projektu zbudowano w latach 1873–1877 cerkiew Świętych Kosmy i Damiana w Rybołach.
Cerkiew zbudowano na planie krzyża z kamienia ciosanego oraz cegły; teren świątyni otoczono murem z kamieni. Do budynku wstawiono także nowy ikonostas z ikonami Szołochowa, twórcy ze Słonima. Jest to konstrukcja dwurzędowa, w stylu klasycystycznym. Utensylia i pozostałe elementy wyposażenia cerkiewnego było systematycznie wymieniane w czasie kilku kolejnych remontów przeprowadzanych w XX w. W latach 30. tego stulecia powstały freski we wnętrzu budynku. Ze starszej świątyni pozostały jedynie siedemnastowieczne dzwony.
Do cerkwi na początku XX w. uczęszczało 4399 parafian. Placówka duszpasterska wchodziła w skład dekanatu kleszczelowskiego eparchii grodzieńskiej. Świątynia pozostawała czynna przez całe dwudziestolecie międzywojenne, należała do parafii etatowej, spadła natomiast liczba parafian, których w 1934 było 3717. Z powodu migracji ludności do miast liczba ta w latach powojennych spadała nadal.
Cerkiew pozostaje czynna jako główna świątynia parafii Wniebowstąpienia Pańskiego w Nowoberezowie, jednak regularne nabożeństwa odprawiane są w niej tylko od święta patronalnego do dnia wspomnienia św. Jana Teologa, który jest patronem drugiej położonej we wsi świątyni.
Cerkiew została wpisana do rejestru zabytków 7 sierpnia 2000 pod nr A-12.